# Antoni Kordowski
Antoni Bonifacy Kordowski (ur. 4 czerwca 1892 w Warszawie, zm. 12 lipca 1942 w KL Auschwitz) – polski polityk ruchu ludowego, poseł PSL „Wyzwolenie”, prawnik, publicysta.

## Wczesne lata, działalność niepodległościowa
Urodził się w rodzinie Józefa Kordowskiego - urzędnika państwowego i Zofii z domu Zaliwskiej.
W 1905 uczestniczył w strajku szkolnym. W 1910 zdał maturę w II Gimnazjum Męskim w Warszawie. Następnie w latach 1912–1913 studiował na Wydziale Mechanicznym Politechniki Warszawskiej. W 1912 wstąpił do Związku Walki Czynnej, a w latach 1914–1915 był członkiem Drużyn Sokolich, Związku Strzeleckiego, a następnie Polskiej Organizacji Wojskowej.
5 sierpnia 1915 w Warszawie wstąpił do Legionów Polskich. Do 1917 służył w I Brygadzie, był jednym z uczestników bitwy pod Kostiuchnówką. Z powodu wydarzeń związanych z tzw. kryzysem przysięgowym, trafił do niemiecko-austriackiego obozu ćwiczebnego, gdzie został dowódcą 9 kompanii i delegatem Rady Żołnierskiej. Z obozu udało mu się zbiec, wykorzystując fałszywe dokumenty.
Od stycznia do kwietnia 1918 sprawował funkcję komendanta obwodu Polskiej Organizacji Wojskowej na powiat puławski. W 1918 był jednym z organizatorów demonstracji protestującej przeciwko planom odłączenia Chełmszczyzny od Polski. Zainicjował także powstanie sejmiku powiatowego oraz rady miejskiej w Puławach.

## Działalność wojskowa i polityczna
Od września 1918 do 1 października 1919 sprawował funkcje zastępcy komisarza, komisarza ludowego i starosty powiatu lubelskiego. W 1919 uczęszczał do niższej szkoły oficerskiej 5 pułku piechoty Legionów Polskich. W tym czasie ukończył również kurs podoficerów rachunkowych. Potem, w okresie od 1919 do 1920 był studentem Szkoły Nauk Politycznych w Warszawie. Ze sprawowanych funkcji politycznych zrezygnował pod koniec 1919, zgłaszając się potem na ochotnika do wojska, podczas trwającej wojny polsko-bolszewickiej. Od 9 lipca do września 1920 służył w 5 pułku piechoty Legionów w stopniu sierżanta sztabowego. 1 września 1920 otrzymał awans na podporucznika, a w 1923 – na porucznika ze starszeństwem z dniem 1 czerwca 1919.
W styczniu 1919 rozpoczął pracę w Ministerstwie Pracy i Opieki Społecznej, gdzie był sprawozdawcą w sekcji ogólnej, następnie od 1921 referentem ministerialnym. Pracował także jako dziennikarz.  Od 1922 studiował na Wydziale Prawa Uniwersytetu Warszawskiego, który ukończył w 1926. W 1922 dostał się jako reprezentant PSL „Wyzwolenie” do Sejmu (lista nr 3, z okręgu wyborczego nr 60 - Pińsk). Kandydował również w wyborach parlamentarnych w 1928, ale bez powodzenia.
W latach 1928–1931 był dyrektorem PKO w Warszawie i Katowicach.  W 1931 zdał na aplikację sądową. Następnie, aż do 1939 był sędzią. Kierował sądem grodzkim w Radzyminie, potem pracował jako sędzia w sądzie okręgowym w Warszawie. W 1939 był sędzią Sądu Apelacyjnego w Warszawie.
Po wybuchu II wojny światowej i okupacji Polski, został 17 kwietnia 1942 aresztowany przez Niemców i uwięziony w obozie koncentracyjnym w Auschwitz (nr obozowy 31113), gdzie zmarł 12 lipca 1942.

## Odznaczenia
- Krzyż Niepodległości,
- Krzyś Walecznych